# سفارة أوكرانيا في كندا
سفارة أوكرانيا في كندا هي أرفع تمثيل دبلوماسي لدولة أوكرانيا لدى كندا. تقع السفارة في أوتاوا وهي تهدف لتعزيز المصالح الأوكرانية في كندا.

## وصلات خارجية
- الموقع الرسمي
- قائمة سفارات أوكرانيا
- قائمة السفارات في كندا